# Herchenrath
Herchenrath ist ein Kapellenort in der Gemeinde Much im nordrhein-westfälischen Rhein-Sieg-Kreis.

## Lage
Herchenrath liegt im Wahnbachtal an der Landesstraße 189. Nachbarorte sind Breuch im Nordosten, Kreuzkapelle im Südosten und Steinhaus im Westen.

## Geschichte
1820 hatte Herchenrath 40 Einwohner.
1901 war Herchenrath ein Dorf mit 44 Einwohnern. Verzeichnet waren die Haushalte Joh. Hebekeuser, Joh. Henn, Witwe Peter Keppler, Joh. Josef Knipp, Carl Josef Manz, Peter Manz, Albert Sommerhäuser, Peter Josef Sommerhäuser, Christian Tillmann und Witwe Christian Tillmann. J. Knipp und Peter Manz waren Zimmerer, alle anderen im Dorf Ackerer.